# جيرزي كوالسكي
جيرزي كوالسكي (بالبولندية: Jerzy Kowalski)‏ هو منافس ألعاب قوى بولندي، ولد في 27 فبراير 1937 في بوزنان في بولندا.

## وصلات خارجية
- جيرزي كوالسكي على موقع الاتحاد الدولي لألعاب القوى (الإنجليزية)
- جيرزي كوالسكي على موقع أوليمبيديا (الإنجليزية)
- جيرزي كوالسكي على موقع اللجنة الأولمبية البولندية (مؤرشف) (البولندية)